# 格羅夫蘭-大奧克弗拉特 (加利福尼亞州)
格羅夫蘭-大奧克弗拉特（英語：Groveland-Big Oak Flat）是位於美國加利福尼亞州圖奧勒米縣的一個非建制地區。該地的面積和人口皆未知。

## 地理
格羅夫蘭-大奧克弗拉特的座標為37°50′45″N 120°12′28″W / 37.84583°N 120.20778°W，而該地的平均海拔高度為778米（即2552英尺）。